# Kuami Agboh
Kuami Agboh   (Tsévié, 28 de desembre de 1977) és un exfutbolista togolès de la dècada de 2000.
Fou internacional amb la selecció de futbol de Togo amb la qual participà a la Copa del Món de futbol de 2006. Pel que fa a clubs, destacà a AJ Auxerre i MyPa.